# Tratado de Wallingford

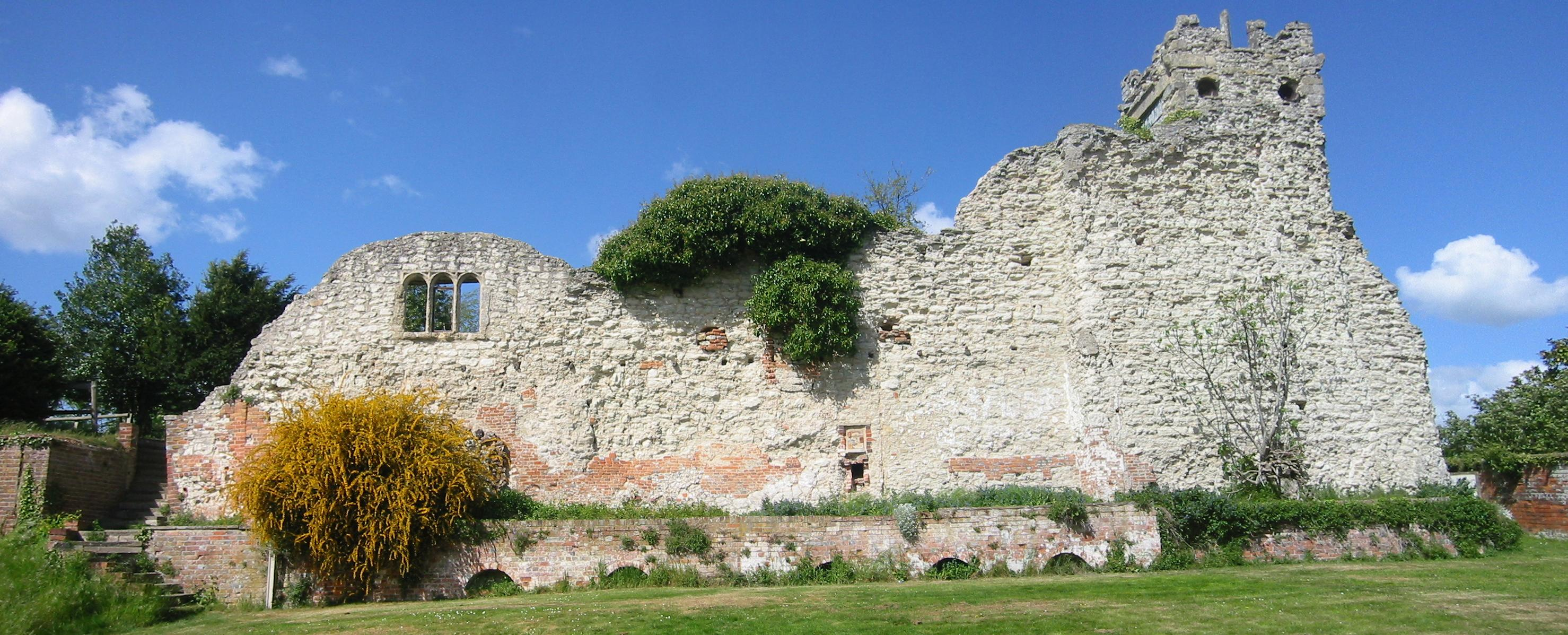
Ruínas do Castelo de Wallingford, onde o tratado foi assinado.

O Tratado de Wallingford, também conhecido como Tratado de Winchester ou Tratado de Westminster, foi um acordo alcançado na Inglaterra no final de 1153. Ele efetivamente encerrou o período de guerra civil conhecido como a Anarquia, travado entre o rei Estêvão de Inglaterra e a imperatriz Matilde de Inglaterra pela coroa inglesa. O tratado permitiu que Estêvão mantivesse o trono até sua morte (que ocorreu em outubro de 1154), porém o forçava a reconhecer Henrique FitzEmpress (futuro Henrique II de Inglaterra), filho de Matilde, como seu herdeiro.

## Prelúdio
Em 1153, a guerra civil chegava a quase quinze anos de combate, onde nenhum dos lados conseguia alcançar uma vitória definitiva. Esse período foi caracterizado por uma quebra nas leis e na ordem, permitindo que barões rebeldes adquirissem grandes poderes no norte da Inglaterra e em Anglia do Leste, com enormes devastações nas principais regiões de combate. No início da década de 1150, os barões de ambos os lados e a igreja começavam a desejar a paz.
Entretanto, o rei Estêvão de Inglaterra ameaçou Brien FitzCount, apoiador de Matilde de Inglaterra, no Castelo de Wallingford ao construir contra-castelos perto de Wallingford. Henrique FitzEmpress lançou ataques aos contra-castelos e era esperado que as duas forças se encontrassem em batalha. Guilherme d'Aubigny, 1.º Conde de Arundel, conseguiu convencer todos sobre a futilidade de mais confrontos. Uma trégua temporária foi alcançada em Wallingford na margem do rio Tâmisa, porém Eustácio, filho de Estêvão, saiu muito insatisfeito. Eustácio acabou morrendo em agosto de 1153, e aparentemente um acordo mais formal foi escrito em Winchester em novembro, assinado posteriormente em Westminster.
As lutas continuaram depois de Wallingford, porém menos severas. Estêvão perdeu as cidades de Oxford e Stamford enquanto combatia Hugo Bigot no oeste, porém o Castelo de Nottingham resistiu a um ataque angevino para capturá-lo. Enquanto isso, Henrique de Blois e Teobaldo da Cantuária estavam juntos em um esforço para criar uma paz permanente, pressionando o rei para aceitar um acordo. Os exércitos de Estêvão e Henrique encontraram-se novamente em Winchester, onde os dois líderes ratificariam os termos de um acordo de paz permanente.

## Termos
Estêvão anunciou o trato na Catedral de Winchester. Ele reconhecia Henrique como seu filho adotivo e sucessor, em troca Henrique prestaria homenagem ao rei. Outras condições incluíam:
- Estêvão prometia ouvir os conselhos de Henrique, porém manteria seu poder real;
- Guilherme, o filho restante de Estêvão, prestaria homenagem a Henrique a abandonaria sua reivindicação ao trono em troca da promessa de manter suas terras;
- Castelos importantes seriam mantidos em nome de Henrique, enquanto o rei teria acesso a todos;
- As numerosas forças mercenárias seriam desmobilizadas, dispensadas e enviadas para casa.

Henrique e Estêvão selaram o acordo com um ósculo santo na catedral. Henrique posteriormente recompensou Wallingford pela ajuda ao dar a cidade uma Carta Régia em 1155.